# Рануччи, Кристиан
Кристиа́н Рануччи́ (фр. Christian Ranucci, 6 апреля 1954 года — 28 июля 1976 года) — французский преступник, казнённый за похищение и убийство 8-летней девочки Марии-Долорес Рамбла. Его дело вызвало дебаты о смертной казни во Франции после того, как юрист и журналист Жиль Перро опубликовал книгу «Красный пуловер» (1978). В ней Перро оспаривал вину Рануччи, чем оказал заметное влияние на общественное мнение. Книга вызвала резонанс, было продано более 1 миллиона экземпляров.

## Биография
Его мать Элоиза Маттон (16.09.1922 — 2013) родилась в Авиньоне. Её родители были уроженцами Лозера, оба происходили из бедных семей крестьян. С самого детства Элоизе приходилось много работать по дому. В 18 лет она сбежала из дома. Отец к тому времени стал домашним тираном, а слепая мать сильно замкнулась в себе. Она долго путешествовала по Франции автостопом и вернулась домой, лишь узнав о тяжёлой болезни матери. Некоторое время она работала официанткой, а после того как её матери стало лучше, она уехала жить в Марсель. Там она работала няней, а после окончания войны — официанткой в таверне. В скором времени она усыновила мальчика из приюта, а ещё чуть позднее вышла замуж за молодого краснодеревщика. Семейная жизнь не задалась, и в скором времени супруги мирно разошлись. 20 мая 1952 года Элоиза вышла замуж за моряка, итальянца Жана Рануччи. 6 апреля 1954 года у них родился сын Кристиан.
Рануччи был атлетически сложен, очень худ и высокого роста. Он был очень близорук и постоянно носил очки.

### Убийство Мари-Долорес Рамбла
Мари была дочкой помощника пекаря. Кроме Мари-Долорес, в семье было 3 детей. Днём 3 июня 1974 года Мари-Долорес Рамбла пропала без вести во время игры во дворе жилого комплекса, где жила их семья. Её младший брат Жан, игравший с ней, рассказал позднее, что к ним на машине подъехал какой-то молодой мужчина в сером костюме. Он попросил Жана поискать чёрную собаку, а Мари — остаться с ним. Жан обошёл несколько домов, не нашёл собаку. Он вернулся обратно во двор, но Мари, неизвестный мужчина и машина исчезли.
Её отец почти сразу же обратился в полицию. У него не было никаких версий произошедшего. Их дочь не имела привычки общаться с незнакомцами, у их семьи не было врагов, сама семья Рамбла была очень благополучной. На следующий день известие о пропаже девочки было напечатано во всех городских газетах на первых полосах. Полиция приложила все усилия в поисках девочки. Полицейские обошли множество местных квартир, были задействованы поисковые собаки. Полиция по телевизору просила всех возможных свидетелей позвонить на горячую линию.
Днём 5 июня тело девочки было найдено под колючим кустарником. Она была исколота ножом, изнасилования не было. Вечером того же дня Рануччи был арестован по обвинению в ДТП. В скором времени ему предъявили обвинение в убийстве Рамбла. Против Рануччи были определённые улики, сам он путался в показаниях. Свидетели обвинения не смогли его опознать.
Расследование и суд над Рануччи проходили в очень необъективных условиях. Уже на следующий день после ареста городские газеты назвали его убийцей. Местные жители обсуждали возможность самосуда. Сам Марсель (город, где произошло преступление) на тот момент был неблагополучным местом — в нём происходило много краж и изнасилований, да и межнациональная рознь была очень сильна.

### После казни
28 июля 1976 года Рануччи был казнён в 04:13 в тюрьме Бомет. До самой смерти он повторял, что невиновен. Несмотря на большой резонанс, известие о казни Рануччи ушло на второй план. Жители Франции в этот день ждали победы Ги Дрю на Олимпийских Играх в Монреале.
Как правило, казнённых хоронили в безымянных могилах в неизвестных для общественности местах. Мать Рануччи, однако, добилась того, чтобы тело её сына было выдано ей. В августе того же года Рануччи был похоронен на городском кладбище Cimetière Saint-Véran. Его мать регулярно приносила на могилу белые цветы — символически это означало, что её сын невиновен. Однако кто-то неизвестный так же регулярно заменял белые цветы красными, что символизировало виновность Рануччи.
В 2006 году, во время процесса над серийным убийцей Мишелем Фурнире, ходили слухи, что маньяк посещал процесс по делу Рануччи. Однако позже это было опровергнуто.

## Мнения
Уже после казни Рануччи были предприняты 3 попытки пересмотра его дела (в 1978, 1981 и 1990 годах). Все они не увенчались успехом. Валери Жискар д’Эстен, в 1976 году подписавший смертный приговор Рануччи, в 2010 году заявил, что никогда не сомневался в его вине.
Мишель Фуко, прочитав книгу Жиля Перро, заявил о своей уверенности в невиновности Рануччи. Он опубликовал статью, где критиковал следствие над Кристианом.

## В массовой культуре
- В 1978 году юрист и журналист Жиль Перро опубликовал книгу «Красный пуловер». В ней Перро оспаривал вину Рануччи, чем оказал заметное влияние на общественное мнение. Год спустя книга была экранизирована.
- В 2005 году командир уголовной полиции в отставке Жерар Буладу опубликовал ответную книгу: «L’Affaire du pull-over rouge, Ranucci coupable ! : Un pull-over rouge cousu… de fil blanc» («Дело о красном свитере, Рануччи виновен! Красный пуловер, шитый белыми нитками», книга на русский язык не переведена), прямо противоположную версии, разработанной Жилем Перро. В 2006 году в своей второй книге "«Autopsie d’une imposture. L’affaire Ranucci: toute la vérité sur le pull-over rouge», Буладу доказывает виновность Рануччи и критикует Перро, называя «Красный пуловер» откровенной манипуляцией[31].